# Saovabha Bongsri
Saovabha Bongsri (Bangkok, 1º gennaio 1861 – Bangkok, 20 ottobre 1919) fu regina consorte di Chulalongkorn, sovrano del Regno di Rattanakosin, detto anche Regno del Siam, l'odierna Thailandia. Fu la madre dei sovrani Vajiravudh e Prajadhipok.

## Biografia
Saovabha nacque a Bangkok con il titolo di principessa del Siam essendo figlia del re Mongkut (chiamato anche Rama IV) e della sua seconda consorte Piam. Nel 1878 Saovabha divenne la moglie del fratellastro re Chulalongkorn, figlio di Mongkut e della regina consorte. Era inoltre la sorella minore delle future regine Sunandha Kumariratana e Savang Vadhana, che a loro volta avrebbero in seguito sposato Chulalongkorn. Insieme al marito generò nove figli, di cui solo cinque arrivarono all'età adulta. Le fu riconosciuto il titolo di regina madre quando il figlio Vajiravudh divenne re alla morte del padre.
Nel 1893, fu nominata dal marito primo presidente della Società thai della Croce Rossa, nata in quell'anno per curare i feriti della guerra franco-siamese. Nel 1897 divenne la prima donna della dinastia Chakri a governare il paese, esercitando la funzione di reggente mentre il marito era in viaggio in Europa. Al ritorno il sovrano, compiaciuto della gestione della moglie, le conferì il titolo ed il nome regale Somdet Phra Nang Chao Saovabha Bongsi Praborommarachininat (thai: สมเด็จพระนางเจ้าเสาวภาผ่องศรี พระบรมราชินีนาถ), che equivale all'incirca a quello di 'sua maestà la regina reggente'.
Molte furono le iniziative che prese in favore delle donne thai, incoraggiandole a studiare, ad inserirsi nella Pubblica Amministrazione e finanziando soggiorni di studio all'estero. Nel 1897 finanziò con i propri fondi una nuova scuola per ostetriche, che sarebbe diventata la Scuola per infermiere Siriraj. Nel 1904, Saovabha Bongsri istituì a Bangkok la "scuola Rajini", tuttora esistente nei pressi del Grande Palazzo Reale, che fu la prima per sole donne nel Siam.
Morì nel 1919 e le fu riservato un funerale reale presieduto dal figlio, il re Vajiravudh.

## Discendenza

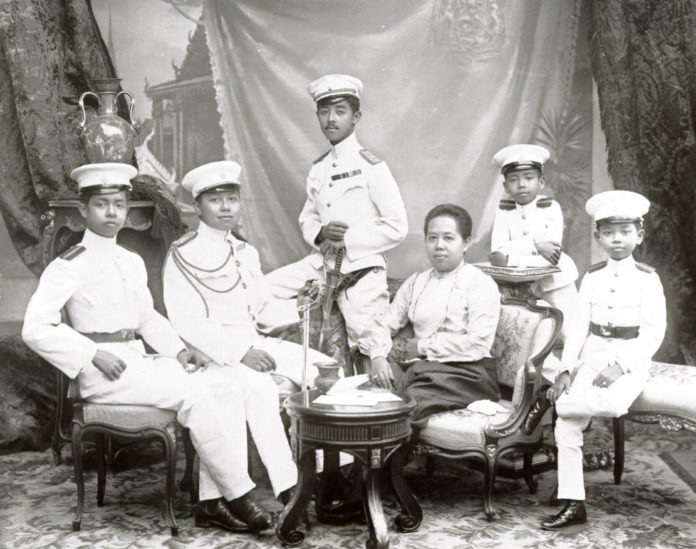
La regina Saovabha con cinque dei suoi figli in un'immagine scattata attorno al 1900 (da sinistra: i principi Asdang Dejavudh, Vajiravudh, Chakrabongse, la regina Saovabha, Prajadhipok e Chudadhut)

Saovabha Bongsri e Re Chulalongkorn ebbero 9 figli:
1. Principessa Bahurat Manimaya (สมเด็จพระเจ้าบรมวงศ์เธอ เจ้าฟ้าพาหุรัดมณีมัย กรมพระเทพนารีรัตน์) (1878-1887), alla quale Chulalongkorn dedicò thanon Phahurat, che in seguito divenne il centro dell'omonimo Phahurat, il quartiere indiano di Bangkok.[3]
2. Principe ereditario Vajiravudh, (futuro re Vajiravudh) (พระบาทสมเด็จพระมงกุฎเกล้าเจ้าอยู่หัว) (1880-1925).
3. Principe Tribeth Rutdhamrong (สมเด็จพระเจ้าบรมวงศ์เธอ เจ้าฟ้าตรีเพ็ชรุตม์ธำรง) (1881-1887).
4. Principe Chakrabongse Bhuvanath, principe di Phitsanulok (จอมพล สมเด็จพระเจ้าบรมวงศ์เธอ เจ้าฟ้าจักรพงษ์ภูวนาถ กรมหลวงพิษณุโลกประชานาถ) (1882-1920)
5. Principessa senza nome, morì appena nata (1884).
6. Principe Siriraj Kakudhabhandu (สมเด็จพระเจ้าบรมวงศ์เธอ เจ้าฟ้าศิริราชกกุธภัณฑ์) (1885-1887).
7. Principe Asdang Dejavudh, principe di Nakhon Ratchasima (พลเรือเอก สมเด็จพระเจ้าบรมวงศ์เธอ เจ้าฟ้าอัษฎางค์เดชาวุธ กรมหลวงนครราชสีมา) (1889-1924).
8. Principe Chudadhut Dharadilok, principe di Phetchabun (สมเด็จพระเจ้าบรมวงศ์เธอ เจ้าฟ้าจุฑาธุชธราดิลก กรมขุนเพ็ชรบูรณ์อินทราชัย) (1892-1923).
9. Principe Prajadhipok Sakdidej, principe di Sukhothai, (futuro re Prajadhipok) (พระบาทสมเด็จพระปกเกล้าเจ้าอยู่หัว) (1893-1941).